# Документація програмного забезпечення
Документація програмного забезпечення(англ. software documentation) - супроводжуючі документи до програмного забезпечення, які містять в собі інформацію, що описує загальні положення необхідні для ознайомлення перед тим як використовувати його за призначенням. Така документація дуже важлива і описує не тільки яким чином правильно використовувати поставлене програмне забезпечення, а й пояснює основні використані алгоритми. В залежності від складності кожного окремого програмного забезпечення, його специфіки, а також ліцензії під якою воно створене - документація може варіюватися за обсягом і за змістом.

#### Основні компоненти
- специфікація - перелік і призначення всіх файлів програмного виробу, включаючи файли документації;
- відомість власників оригіналів - список підприємств, які зберігають оригінали програмних документів, складається тільки для складних програмних виробів;
- текст програми - запис кодів програми та коментарі до них;
- опис програми - інформація про логічну структуру та функціонування програми;
- програма і методика випробувань - перелік і опис вимог, які повинні бути перевірені в ході випробування програми, методи контролю;
- технічне завдання - документ, в якому викладаються призначення і область застосування програми, вимоги до програмного виробу, стадії і терміни розробки, види випробувань;
- пояснювальна записка - обґрунтування прийнятих і застосованих технічних і техніко-економічних рішень, схеми та опис алгоритмів, загальний опис роботи програмного виробу;

До програмних документів віднесено також документи, що забезпечують функціонування та експлуатацію програм - експлуатаційні документи: 

- відомість експлуатаційних документів - містить список експлуатаційних документів на програмний виріб, до яких відносяться формуляр, опис застосування, керівництво системного програміста, керівництво програміста, керівництво оператора, опис мови, керівництво з технічного обслуговування;
- формуляр - містить основні характеристики програмного виробу, склад і відомості про експлуатацію програми;
- опис застосування - містить інформацію про призначення та галузі застосування програмного виробу, обмеження при застосуванні, клас і методи вирішуваних завдань, конфігурацію технічних засобів;
- керівництво системного програміста - містить відомості для перевірки, настроювання і функціонування програми при конкретному застосуванні;
- керівництво програміста - містить відомості для експлуатації програмного виробу;
- керівництво оператора - містить докладну інформацію для користувача, який забезпечує його спілкування з ЕОМ у процесі виконання програми;
- опис мови - містить синтаксис і семантику мови;
- керівництво з технічного обслуговування - містить відомості для застосування тестових і діагностичних програм при обслуговуванні технічних засобів.

#### Стандартизація програм
На сьогодні існує цілий комплекс стандартів, які регламентують різні аспекти життєвого циклу ПЗ. До їх розробки були залучені такі міжнародні організації, як IEEE (Institute of Electrical and Electronic Engineers, Інститут інженерів з електротехніки та електроніки), ISO (International Standards Organization, Міжнародна організація зі стандартизації), EIA (Electronic Industry Association, Асоціація електронної промисловості), IEC (International Electrotechnical Commission, Міжнародна комісія з електротехніки), а також деякі національні дослідні інститути (ANSI, American National Standards Institute, Американський національний інститут стандартів; SEI, (Software Engineering Institute, Інститут програмної інженерії).